# Psychomyiella myohyangsanica
Psychomyiella myohyangsanica là một loài Trichoptera trong họ Psychomyiidae. Chúng phân bố ở miền Cổ bắc.